# Invernales del Tejo

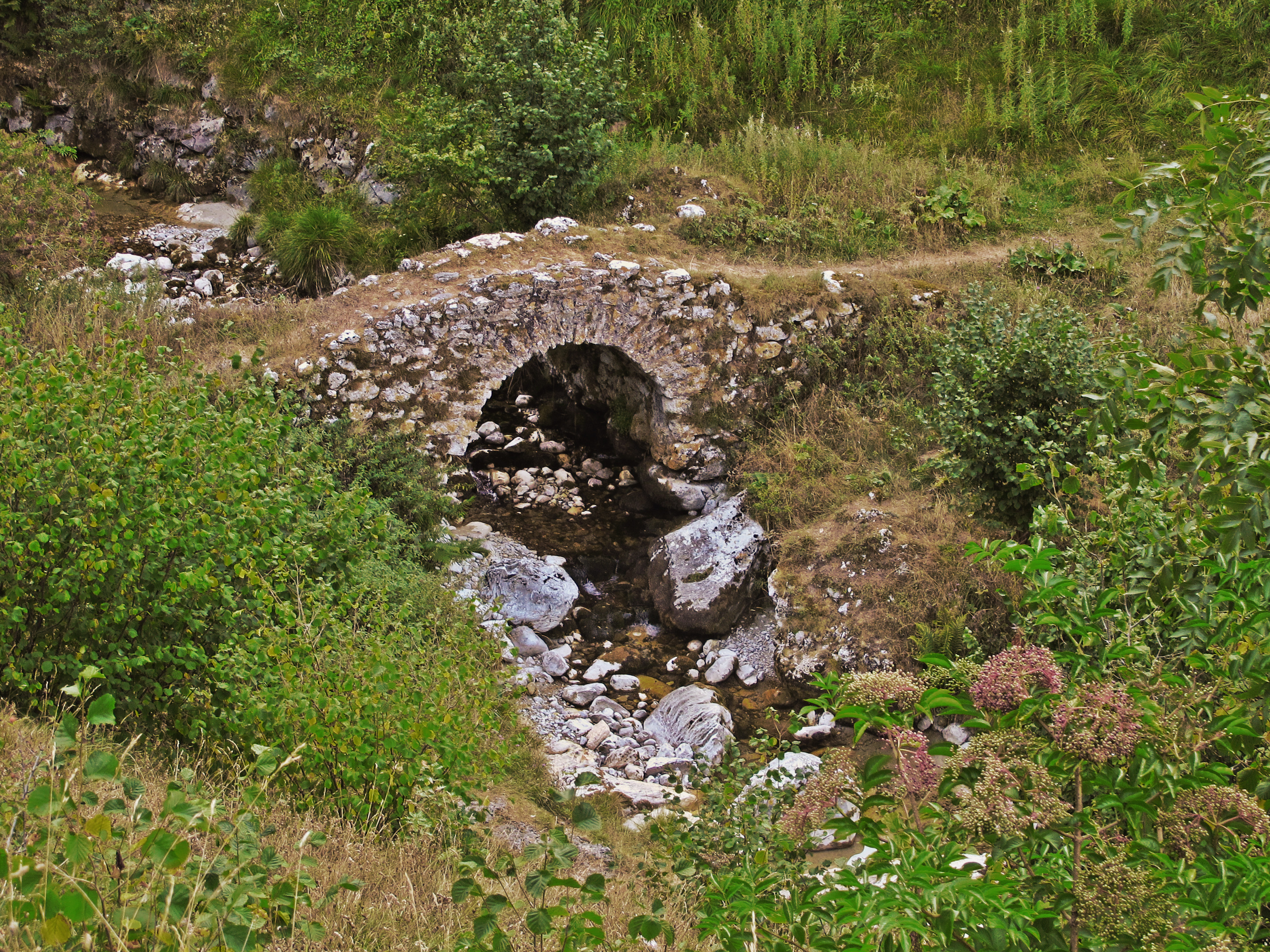
Puente prerromano para atravesar el río Duje.

Los Invernales del Tejo son un grupo de edificaciones situadas en los Picos de Europa, en la comunidad autónoma de Asturias, concretamente en el concejo de Cabrales. Es un punto de paso en el Sendero de Gran Recorrido 202 (Ruta de la Reconquista). Los invernales son refugios o cabañas realizados por los pastores para guardar en épocas invernales el ganado, ante el tiempo adverso y habitarlas en busca de tranquilidad.

## Invernales del Tejo
Este grupo de invernales está junto a los Invernales del Cabao, estando formado por unas 15 casas, también llamadas invernales, algunas de ellas en estado de ruina parcial, total o avanzada, pero en general el estado de estas viviendas es bueno, ya que los pastores suelen frecuentarlas en los inviernos.

## Situación

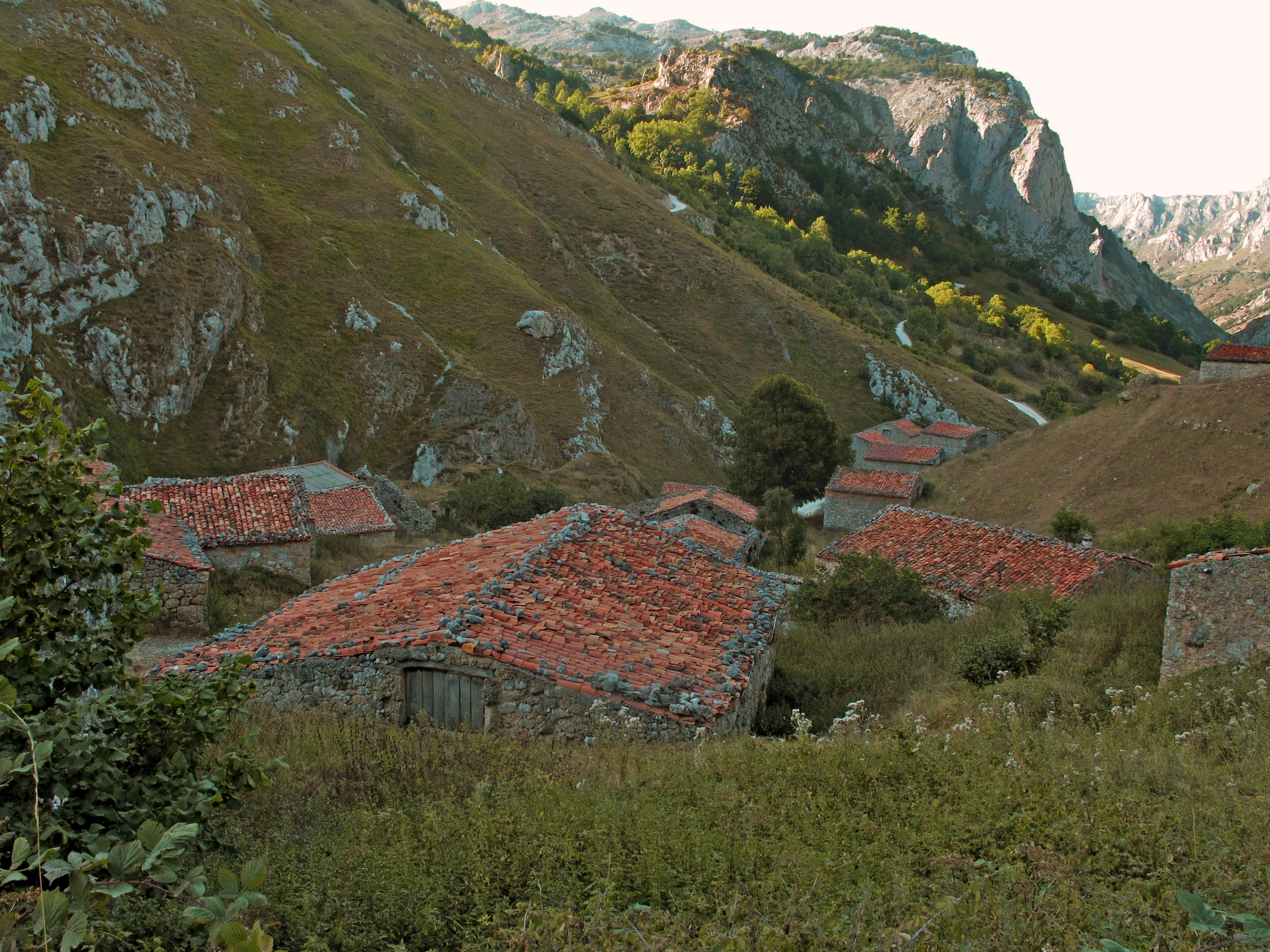
Conjunto de cabañas realizados por los pastores en las que los muros son sin argamasas y las techumbres de teja curva.

Los Invernales del Tejo están situados a 915 metros de altitud sobre el nivel del mar, en los Picos de Europa, en Asturias, perteneciente al concejo de Cabrales, a la parroquia de Sotres, estando, como todos los invernales, cerca del núcleo de población oficial, Sotres a 1 kilómetro aproximadamente. Está lindante con los Invernales de Cabao, edificación similar en cuanto al tamaño.
La carretera de acceso de Sotres a los Invernales del Tejo y viceversa está en buen estado y es transitable, aunque de anchura reducida, solo cabe un vehículo entero.

## Clima
El clima es frío, ya que los invernales se encuentran a 915 metros de altitud sobre el nivel del mar, en una cordillera norteña, por lo cual el clima es muy húmedo y las temperaturas muy bajas. La temperatura media anual aproximada es de 11 grados.